# Sławomir Hankus
Sławomir Hankus (ur. 3 kwietnia 1986 w Bielsku-Białej) – polski kombinator norweski, a następnie trener. Dwukrotny uczestnik mistrzostw świata juniorów (2005 i 2006), jednokrotny zimowej uniwersjady (2007). Medalista mistrzostw kraju. Od 2013 roku do 2018 trener reprezentacji Polski kobiet w skokach narciarskich. Od sezonu 2018/2019 asystent trenera reprezentacji Polski kobiet w skokach narciarskich.

## Życiorys
Hankus do końca sezonu zimowego 2004/2005 był zawodnikiem klubu LKS Klimczok Bystra, a od sezonu letniego 2005 reprezentował AZS-AWF Katowice. Jako zawodnik był powoływany do reprezentacji Polski w kombinacji norweskiej. 25 stycznia 2005 roku zdobył brązowy medal mistrzostw Polski seniorów w sprincie (K-85 / 7,5 km). Dwukrotnie uczestniczył w mistrzostwach świata juniorów – w 2005 był indywidualnie 49. w sprincie (HS100 / 5 km) i 53. w rywalizacji metodą Gundersena (HS100 / 10 km), a drużynowo 11, z kolei w 2006 indywidualnie zajął 36. pozycję w rywalizacji metodą Gundersena (HS109 / 10 km) i 45. miejsce w sprincie (HS109 / 5 km). Sześciokrotnie startował w zawodach Pucharu Świata B, najwyżej plasując się na 38. pozycji (28 stycznia 2006 roku w Karpaczu w sprincie). W styczniu 2007 roku wziął udział w Zimowej Uniwersjadzie 2007, gdzie indywidualnie był 20. w sprincie (HS 95 / 7,5 km) i nie ukończył rywalizacji metodą Gundersena (HS 95 / 15 km), a w drużynie zajął 7. miejsce. Były to jednocześnie jego ostatnie w karierze starty w oficjalnych zawodach międzynarodowych rozgrywanych pod egidą FIS. W kolejnych latach startował jeszcze w zawodach krajowych.
Następnie Hankus, który jest absolwentem Akademii Wychowania Fizycznego im. Jerzego Kukuczki w Katowicach, został trenerem narciarstwa klasycznego. Od 2010 roku pracuje w tej roli w szkole mistrzostwa sportowego w Szczyrku, gdzie jego wychowankami byli między innymi Aleksander Zniszczoł, Tomasz Byrt, Krzysztof Biegun, czy Mateusz Kojzar. Przed sezonem 2013/2014 został, wspólnie z Władysławem Gąsienicą-Wawrytko, trenerem powołanej wówczas reprezentacji Polski kobiet w skokach narciarskich. W kolejnym sezonie (2014/2015) został jej samodzielnym trenerem. Funkcję tę pełnił również w sezonie 2015/2016 i ma ją pełnić także w sezonie 2016/2017.